# Actwres girl'Z
Actwres girl'Z（アクトレス・ガールズ）は、日本のスポーツエンターテインメント団体。「Actwres girl'Z」は「Actress」と「Wrestling」をかけ合わせた造語。

## 団体名及びメンバーの呼称について
「Actwres girl'Z」はジャンル、職業名であり、そのジャンルにおける女子プロレス団体として2015年9月6日に新木場1stRINGで「Beginning」、2019年1月20日に新木場1stRINGで「Color's」の旗揚げ戦を開催（ただし、当初のスペルは「Actress girl'Z」である）。「Beginning」と「Color's」の両メンバーが出場する興行を「ACT」としていた。設立当初は団体名について表記揺れがあり、媒体によっては「Beginning」、「Actwres girl'Z」、その併記などの表記が見られた。

## 歴史
2007年11月24日、Beginning実行委員会が新木場1stRINGで女子プロレスを中心とした格闘技と音楽ライブなどを組み合わせたイベント「Lee PRESENTS Beginning」を開催。
2014年、運営をBeginningプロモーションに変更。
2015年5月31日、新木場1stRINGでプレ旗揚げ戦「アクトレスガールズBeginning〜プロローグ〜」を開催。9月6日、新木場1stRINGで旗揚げ戦「Actwres girl'Z旗揚げ大会」を開催。同年、運営をスーパープロジェクトに変更して女子プロレス団体としての活動を開始。
2016年3月27日、新木場1stRINGで第1章が終了。6月12日、新木場1stRINGで第2章を開催。
2018年8月、運営をAWGに変更。10月20日と21日、サンリオピューロランドで行われた「こすぷれふぇすたX in サンリオピューロランド」にメンバーが出演。11月15日、来年1月から「Beginning」と「Color's」の2ブランド制に移行することを発表。
2019年1月20日、新木場1stRINGで「Color's旗揚げ大会」を開催。
2020年、成田童夢を総合監修に迎えて舞台演出にプロレスの要素を取り入れた「ACTRING」の立ち上げを発表。11月15日、新木場1stRINGでACTRINGのプレ旗揚げ公演を開催。
2021年7月25日、新宿FACEでACTRINGの旗揚げ公演を開催。11月14日、年内で女子プロレス団体としての活動終了と同時にBeginningとColor'sが解散することと発表。なお、「Actwres girl'Z」という概念自体は来年以降も存続する。12月18日、ラジアントホール大会を最後に女子プロレス団体としての活動終了。12月21日、Color'sの4人が来年からユニット「COLOR'S」を結成して自主興行を開催することを発表。
2022年1月、新体制によるプロレスを用いたスポーツエンターテイメント「ACTwrestling」の立ち上げを発表。2月13日、新宿FACEでACTwrestlingの旗揚げ公演を開催。
2023年7月29日、ベストボディ・ジャパンプロレスリングとの業務提携を発表。12月15日、全日本プロレスとの業務提携を発表。
2024年3月31日、ベストボディ・ジャパンとの業務提携終了を発表。

## メンバー
- 坂本茉莉 / 茉莉（アストアクション、江戸隠密武蔵一族兼任所属）
- 未依（休演中）
- 入江彩乃
- 夏葵
- なる
- 荒幡寧々（演劇集団ヤドカ°リ兼任所属）
- 汐月なぎさ
- 福永莉子
- 水嶋さくら（シーラカンスファクトリー兼任所属）
- 岩井杏加（劇団水色革命兼任所属）
- 才原茉莉乃
- 石川はるか
- 安川結花 / 惡斗（ビーコン・ラボエンターテイメント兼任所属）
- ワイルド・バニー
- MARU（劇団水色革命兼任所属）
- 三宅朝子 / グレート朝子 / みあ朝子
- 蓮燦 / 蓮 / KYANREN / 喜屋武蓮
- 青葉ちい（シーラカンスファクトリー兼任所属）
- 天職ゆい / 天翔ゆい
- 研菜々美（劇団水色革命兼任所属）
- 山下真奈
- 千夜ヒナタ（レディ・ハピネス兼任所属）
- 日菜といろ
- 永井絵梨沙
- 山田あんり / アンリ
- 石塚美帆
- 植原ゆきな
- 山本梨央 / 梨央

リングアナウンサー
- 新井みずか（エムズエンタープライズ）（フーシェン役）

## 歴代タイトル
- AWGシングル王座
- AWGタッグ王座
- キング・オブ・リングエンターテイメント王座
- Color's王座

## 歴代メンバー
- まなせゆうな
- 尾崎妹加
- 播磨佑紀（現：相羽あいな）
- ガブ・ガブリエル・ガブコ
- 宮間梨佳
- 仁科鋭美
- 柏谷翔子
- 金村香織
- 島名ひとみ
- 舎川普美
- 高木友
- 中野たむ
- 月山和香
- 白いんこ
- 斎藤未来
- 万喜なつみ（現：なつぽい）
- 葉月イナ（現：INA）
- 飴宮さゆり
- 安納サオリ
- 有田ひめか（現：ひめか）
- 角田奈穂
- 川畑梨瑚
- 金城真央
- 桜井まい（現：桜井麻衣）
- 五十嵐乃愛
- 林亜佑美
- 本間多恵
- 高瀬みゆき
- 関口翔
- 谷もも
- 向後桃
- 長谷川美子
- 三浦亜美（現：壮麗亜美）
- SAKI（旧：沙紀）
- 清水ひかり
- 櫻井裕子
- 網倉理奈
- 西田薫子
- 福田茉耶（現：虎龍清花）
- 向日葵（現：HIMAWARI）
- 藤本こあら
- 朝陽
- アレン
- 山中絵里奈（ベストボディ・ジャパンプロレスリング兼任所属）
- 青野未来
- 松井珠紗
- 澄川菜摘（現：翔月なつみ）
- CHIAKI
- 皇希（現：天麗皇希）
- 後藤智香
- CatMASK calico（現：ハミングバード）
- ブルドーザー轟 / 轟もよ子（現：メガトン）
- 山田奈保
- かなみっく（現：叶ミク）
- キラ☆アン
- 蒼乃ありす
- 甲部優花 / ゆふぁ

## 歴代スタッフ
- 逢阪えま（フリー）（リングアナウンサー）
- 空乃みゆ（フリー）（リングアナウンサー）
- 石塚みづき（フリー）（リングアナウンサー）
- 板野志津佳（N-weed）（リングアナウンサー）
- 堀田祐美子（フリー）（アドバイザー、プレイングマネージャー）[22][23][24]
- 風香（プラチナムプロダクション）（アドバイザー）[25][26]
- 引田天功（フリー）（スペシャルオブザーバー）[27]
- 阿川祐未（Creative Company Colors）（桔梗役）